# André–Oorts förmodan
Inom matematiken är André–Oorts förmodan ett öppet problem som generaliserar Manin–Mumfords förmodan. En prototypisk form av förmodan framlades av Yves André år 1989 och en mer allmän version av Frans Oort år 1995.  Den moderna versionen är en naturlig generalisering av dessa två förmodanden.

## Förmodan
I dess moderna form lyder förmodan: Låt S vara en Shimuravarietet och låt V vara en mängd av speciella punkter i S.  Då är irreducibla komponenterna av Zariskihöljet av V speciella delvarieteter.
Andrés första version av förmodan var bara för endimensionella delvarieteter av Shimuravarieteter, emedan Oort föreslog att den skulle gälla för delvarieteter av modulrummet av principiellt polariserade abelska varieteter av dimension g.